# Італійська Серія B 2023—2024
Італійська Серія B 2023—2024 (італ. Serie B 2023-2024) — 92-й сезон італійської Серії B. Чемпіонат стартував 18 серпня 2023 року, а фінішував 2 червня 2024 року.

## Зміни порівняно з попереднім сезоном
| Вибули з Серії A - Спеція - Кремонезе - Сампдорія Прийшли з Серії C - Феральпісало (Група A) - Реджана (Група B) - Катандзаро (Група C) - Лекко (Плей-оф) | Підвищились до Серії A - Фрозіноне - Кальярі - Дженоа Вибули до Серії C - Перуджа - СПАЛ - Беневенто - Реджина (через фінансові проблеми) |

1 липня 2023 року Co.Vi.So.C. відхилив заявки «Лекко» (через запізнення з поданням документації на сезон) і «Реджини» (через фінансові порушення). Після апеляції Федеральна рада знову прийняла «Лекко» до Серії В, але підтвердила виключення «Реджини». Наступний рівень апеляції, Collegio di Garanzia Олімпійського комітету Італії, відмовив у виключенні «Реджини», а також постановив на користь вимоги «Перуджи» скасувати рішення FIGC щодо прийняття «Лекко».
3 серпня адміністративний суд Риму знову скасував виключення «Лекко», знову допустивши ломбардійський клуб до участі в Серії B, відхиливши запит «Реджини» на повторний прийом. Очікується, що 29 серпня ці рішення будуть оскаржені в Державній раді. У разі наявності вакантних місць очікується, що «Брешія» та «Перуджа» (у такому порядку) будуть знову допущені до ліги.
30 серпня Державна рада відхилила вимоги «Перуджи» та «Реджини» та винесла рішення на користь «Лекко» та «Брешії», отже, цим двом командам дозволено брати участь у лізі.

## Команди та стадіони
| Команда      | Місто             | Стадіон                       | Місткість |
| ------------ | ----------------- | ----------------------------- | --------- |
| Асколі       | Асколі-Пічено     | Стадіо Чіно е Лілло Дель Дука | 12 461    |
| Барі         | Барі              | Сан Нікола                    | 58 270    |
| Брешія       | Брешія            | Стадіо Маріо Рігамонті        | 19 500    |
| Венеція      | Венеція           | П'єрлуїджі Пенцо              | 11,150    |
| Зюдтіроль    | Больцано          | Друзо                         | 5539      |
| Катандзаро   | Катандзаро        | Нікола Сераволо               | 14 650    |
| Комо         | Комо              | Джузеппе Сінігалья            | 13 602    |
| Козенца      | Козенца           | Сан-Віто — Джіджі Марулла     | 24 209    |
| Кремонезе    | Кремона           | Стадіо Джованні Дзині         | 16 003    |
| Лекко        | Лекко             | Рігамонті-Кепп                | 4977      |
| Модена       | Модена            | Альберто Бралья               | 21 092    |
| Палермо      | Палермо           | Ренцо Барбера                 | 36 365    |
| Парма        | Парма             | Еніо Тардіні                  | 27 906    |
| Піза         | Піза              | Арена Гарібальді              | 25 000    |
| Реджана      | Реджо-нель-Емілія | Мапеі - Чітта дель Тріколоре  | 3717      |
| Сампдорія    | Генуя             | Стадіо Луїджі Ферраріс        | 36 599    |
| Спеція       | Ла-Спеція         | Альберто Піко                 | 11 512    |
| Тернана      | Терні             | Ліберо Лібераті               | 22 000    |
| Феральпісало | Сало              | Стадіо Ліно Туріна            | 2364      |
| Читтаделла   | Читтаделла        | Стадіо Томболато              | 7623      |

### За регіонами
| №              | Регіон                 | Команд(и)                                    |
| -------------- | ---------------------- | -------------------------------------------- |
| 5              | Ломбардія              | Брешія, Комо, Кремонезе, Феральпісало, Лекко |
| 3              |                        |                                              |
| Емілія-Романья | Модена, Парма, Реджана |                                              |
| 2              | Лігурія                | Сампдорія, Спеція                            |
| 2              | Венето                 | Читтаделла, Венеція                          |
| 2              | Калабрія               | Катандзаро, Козенца                          |
| 1              | Апулія                 | Барі                                         |
| 1              | Марке                  | Асколі                                       |
| 1              | Сицилія                | Палермо                                      |
| 1              | Трентіно-Альто-Адідже  | Зюдтіроль                                    |
| 1              | Тоскана                | Піза                                         |
| 1              | Умбрія                 | Тернана                                      |

## Турнірна таблиця
| Поз | Команда      | І  | В  | Н  | П  | ГЗ | ГП | РГ  | О  | Підвищення, кваліфікація або пониження              |
| --- | ------------ | -- | -- | -- | -- | -- | -- | --- | -- | --------------------------------------------------- |
| 1   | Парма        | 38 | 21 | 13 | 4  | 66 | 35 | +31 | 76 | Підвищення до Серії А                               |
| 2   | Комо         | 38 | 21 | 10 | 7  | 58 | 40 | +18 | 73 | Підвищення до Серії А                               |
| 3   | Венеція      | 38 | 21 | 7  | 10 | 69 | 46 | +23 | 70 | Кваліфікація до Плей-оф підвищення півфінали        |
| 4   | Кремонезе    | 38 | 19 | 10 | 9  | 50 | 32 | +18 | 67 | Кваліфікація до Плей-оф підвищення півфінали        |
| 5   | Катандзаро   | 38 | 17 | 9  | 12 | 59 | 50 | +9  | 60 | Кваліфікація до Плей-оф підвищення попередній раунд |
| 6   | Палермо      | 38 | 15 | 11 | 12 | 62 | 53 | +9  | 56 | Кваліфікація до Плей-оф підвищення попередній раунд |
| 7   | Сампдорія    | 38 | 16 | 9  | 13 | 53 | 50 | +3  | 55 | Кваліфікація до Плей-оф підвищення попередній раунд |
| 8   | Брешія       | 38 | 12 | 15 | 11 | 44 | 40 | +4  | 51 | Кваліфікація до Плей-оф підвищення попередній раунд |
| 9   | Козенца      | 38 | 11 | 14 | 13 | 47 | 42 | +5  | 47 |                                                     |
| 10  | Модена       | 38 | 10 | 17 | 11 | 41 | 47 | −6  | 47 |                                                     |
| 11  | Реджана      | 38 | 10 | 17 | 11 | 38 | 45 | −7  | 47 |                                                     |
| 12  | Зюдтіроль    | 38 | 12 | 11 | 15 | 46 | 48 | −2  | 47 |                                                     |
| 13  | Піза         | 38 | 11 | 13 | 14 | 51 | 54 | −3  | 46 |                                                     |
| 14  | Читтаделла   | 38 | 11 | 13 | 14 | 40 | 47 | −7  | 46 |                                                     |
| 15  | Спеція       | 38 | 9  | 17 | 12 | 36 | 49 | −13 | 44 |                                                     |
| 16  | Тернана      | 38 | 11 | 10 | 17 | 43 | 50 | −7  | 43 | Кваліфікація до Плей-оф вибування                   |
| 17  | Барі         | 38 | 8  | 17 | 13 | 38 | 49 | −11 | 41 | Кваліфікація до Плей-оф вибування                   |
| 18  | Асколі       | 38 | 9  | 14 | 15 | 38 | 42 | −4  | 41 | Пониження до Серії C                                |
| 19  | Феральпісало | 38 | 8  | 9  | 21 | 44 | 65 | −21 | 33 | Пониження до Серії C                                |
| 20  | Лекко        | 38 | 6  | 8  | 24 | 35 | 74 | −39 | 26 | Пониження до Серії C                                |

1. 1 2  Якщо команда, яка посідає 3 місце, випереджає команду, яка посідає 4 місце, на 15 або більше очок, то плей-оф підвищення не проводиться, а команда, яка посідає 3 місце, переходить до Серії А.
2. ↑  Сампдорія позбавлена 2 очок через фінансові порушення.
3. 1 2 3 4  Різниця очок в особистих зустрічах: Козенца 11, Модена 11, Реджана 7, Зюдтіроль 3. Різниця м'ячів в особистих зустрічах: Козенца +6, Модена +2.
4. 1 2  Піза фінішувала вище Читтаделли через різницю очок в особистих зустрічах: Піза 2–1 Читтаделла, Читтаделла 0–1 Піза.
5. ↑  Якщо команда, яка посідає 16-е місце, фінішує на 5 або більше очок попереду команди, яка посідає 17-е місце, то гра на виліт не проводиться, а команда, яка посідає 17-е місце, вибуває до Серії C.
6. 1 2  Барі фінішував вище Асколі через різницю очок в особистих зустрічах: Барі 1–0 Асколі, Асколі 2–2 Барі.

## Результати матчів
| Команда      | АСК | БАР | БРЕ | КАТ | ЧИТ | КОМ | КОЗ | КРЕ | ФЕР | ЛЕК | МОД | ПАЛ | ПАР | ПІЗ | РЕД | САМ | СПЕ | ЗЮД | ТЕР | ВЕН |
| ------------ | --- | --- | --- | --- | --- | --- | --- | --- | --- | --- | --- | --- | --- | --- | --- | --- | --- | --- | --- | --- |
| Асколі       | —   | 2–2 | 1–1 | 1–0 | 0–0 | 0–1 | 0–1 | 0–0 | 3–0 | 4–1 | 0–0 | 0–1 | 1–3 | 2–1 | 0–0 | 1–1 | 1–2 | 1–2 | 2–0 | 0–0 |
| Барі         | 1–0 | —   | 2–0 | 2–2 | 1–1 | 1–1 | 0–0 | 1–2 | 1–0 | 3–1 | 1–1 | 0–0 | 1–1 | 1–1 | 0–2 | 0–1 | 1–1 | 2–1 | 3–1 | 0–3 |
| Брешія       | 1–1 | 1–2 | —   | 1–1 | 2–0 | 2–0 | 1–0 | 0–3 | 1–1 | 4–1 | 0–1 | 4–2 | 0–2 | 3–1 | 0–0 | 3–1 | 0–0 | 1–1 | 0–0 | 0–0 |
| Катандзаро   | 3–2 | 2–0 | 2–3 | —   | 1–1 | 1–2 | 2–0 | 0–0 | 3–0 | 5–3 | 1–2 | 1–1 | 0–5 | 2–0 | 0–1 | 1–3 | 3–0 | 2–2 | 2–1 | 3–2 |
| Читтаделла   | 0–0 | 1–1 | 3–2 | 1–2 | —   | 0–3 | 2–0 | 1–2 | 1–1 | 2–1 | 1–1 | 2–0 | 1–2 | 0–1 | 1–0 | 1–2 | 4–1 | 2–1 | 2–2 | 0–0 |
| Комо         | 0–2 | 2–1 | 1–0 | 1–0 | 2–1 | —   | 1–1 | 1–3 | 2–1 | 0–0 | 2–1 | 3–3 | 1–1 | 3–1 | 2–2 | 1–0 | 4–0 | 2–0 | 2–1 | 2–1 |
| Козенца      | 3–0 | 4–1 | 1–2 | 0–2 | 0–0 | 1–2 | —   | 1–2 | 1–1 | 3–0 | 1–2 | 1–1 | 0–0 | 1–1 | 2–0 | 1–2 | 2–2 | 2–2 | 1–3 | 4–2 |
| Кремонезе    | 2–2 | 0–1 | 1–0 | 0–0 | 3–0 | 2–1 | 1–0 | —   | 0–1 | 1–0 | 4–0 | 2–2 | 1–2 | 2–1 | 1–1 | 1–1 | 3–0 | 0–1 | 1–2 | 1–0 |
| Феральпісало | 0–1 | 3–3 | 2–2 | 3–0 | 0–1 | 2–5 | 2–2 | 1–0 | —   | 5–1 | 1–1 | 1–2 | 1–2 | 0–1 | 0–3 | 1–3 | 1–2 | 0–2 | 0–1 | 2–2 |
| Лекко        | 0–2 | 1–0 | 0–2 | 3–4 | 1–1 | 0–3 | 1–3 | 0–1 | 1–2 | —   | 2–3 | 0–1 | 3–2 | 1–3 | 1–0 | 0–1 | 0–0 | 2–1 | 2–3 | 1–2 |
| Модена       | 1–0 | 1–1 | 1–2 | 1–3 | 1–1 | 0–0 | 1–1 | 0–1 | 2–3 | 0–0 | —   | 0–2 | 3–0 | 2–0 | 2–1 | 0–2 | 0–0 | 1–0 | 2–1 | 1–3 |
| Палермо      | 2–2 | 3–0 | 1–0 | 1–2 | 0–1 | 3–0 | 0–1 | 3–2 | 3–0 | 1–2 | 4–2 | —   | 0–0 | 3–2 | 1–2 | 2–2 | 2–2 | 2–1 | 2–3 | 0–3 |
| Парма        | 1–1 | 2–1 | 2–1 | 0–2 | 2–0 | 2–1 | 1–1 | 1–1 | 2–0 | 4–0 | 1–1 | 3–3 | —   | 3–2 | 0–0 | 1–1 | 2–0 | 2–0 | 3–1 | 2–1 |
| Піза         | 1–0 | 1–1 | 1–1 | 2–2 | 2–1 | 1–1 | 1–2 | 0–0 | 3–1 | 1–2 | 2–2 | 4–3 | 1–2 | —   | 2–2 | 2–0 | 2–3 | 2–2 | 1–0 | 1–2 |
| Реджана      | 1–1 | 1–1 | 1–1 | 1–0 | 0–2 | 2–2 | 0–4 | 2–2 | 1–1 | 1–1 | 1–0 | 1–3 | 1–1 | 0–0 | —   | 1–2 | 0–0 | 1–1 | 0–2 | 1–0 |
| Сампдорія    | 2–1 | 1–1 | 1–1 | 1–2 | 1–2 | 1–1 | 2–0 | 1–2 | 2–3 | 2–0 | 2–2 | 1–0 | 0–3 | 0–2 | 1–0 | —   | 2–1 | 0–1 | 4–1 | 1–2 |
| Спеція       | 2–1 | 1–0 | 0–0 | 1–1 | 4–2 | 0–1 | 0–0 | 0–1 | 0–2 | 1–1 | 1–1 | 1–0 | 0–1 | 0–0 | 1–2 | 0–0 | —   | 2–1 | 2–2 | 2–1 |
| Зюдтіроль    | 3–1 | 1–0 | 1–1 | 0–1 | 0–0 | 0–1 | 0–1 | 3–0 | 1–0 | 1–0 | 0–0 | 0–1 | 0–0 | 1–2 | 2–3 | 3–1 | 3–3 | —   | 4–3 | 0–3 |
| Тернана      | 0–1 | 0–0 | 0–1 | 1–0 | 3–1 | 0–1 | 1–0 | 0–1 | 2–1 | 0–0 | 0–0 | 1–1 | 1–3 | 1–1 | 3–0 | 1–2 | 1–1 | 1–1 | —   | 0–1 |
| Венеція      | 3–1 | 3–1 | 2–0 | 2–1 | 2–0 | 3–0 | 1–1 | 2–1 | 2–1 | 2–2 | 2–2 | 1–3 | 3–2 | 2–1 | 2–3 | 5–3 | 1–0 | 2–3 | 1–0 | —   |

## Плей-оф підвищення

### Попередній раунд
| Команда 1      | Рахунок | Команда 2 |
| -------------- | ------- | --------- |
| 17 травня 2024 |         |           |
| Палермо        | 2:0     | Сампдорія |
| 18 травня 2024 |         |           |
| Катандзаро     | 4:2 дч  | Брешія    |

### Півфінали
| Команда 1  | Заг. | Команда 2 | 1-й матч | 2-й матч |
| ---------- | ---- | --------- | -------- | -------- |
| Палермо    | 1–3  | Венеція   | 0–1      | 1–2      |
| Катандзаро | 3–6  | Кремонезе | 2–2      | 1–4      |

### Фінал
| Команда 1 | Заг. | Команда 2 | 1-й матч | 2-й матч |
| --------- | ---- | --------- | -------- | -------- |
| Кремонезе | 0–1  | Венеція   | 0–0      | 0–1      |

## Плей-оф вибування
| Команда 1 | Заг. | Команда 2 | 1-й матч | 2-й матч |
| --------- | ---- | --------- | -------- | -------- |
| Барі      | 4–1  | Тернана   | 1–1      | 3–0      |